# Secret Escapes
Secret Escapes er en britisk rejsevirksomhed, der udbyder luksushoteller med rabat via en hjemmeside og mobilapp til sine medlemmer.
Secret Escapes opererer i Belgien, Danmark, Frankrig, Holland, Italien, Norge, Rumænien, Spanien, Storbritannien, Sverige, Tyskland og USA.

## Historie
Secret Escapes blev grundlagt i Storbritannien i 2010 af Tom Valentine og Alex Saint, efter at de havde identificeret en stigende efterspørgsel på luksusrejser i Storbritannien. I 2013 lancerede virksomheden i Sverige, og i foråret 2014 fulgte de efter med en dansk og norsk version. Samme år købte virksomheden den tyske hotelbookingside Justbook, mens de i oktober 2015 fortsatte udvidelsen med købet af flash deal-siden Travista Arkiveret 30. august 2017 hos  Wayback Machine. 
I juli 2015 modtog virksomheden en investering på 60 mio. USD fra bl.a. Google Ventures til en yderligere ekspansion.